# 留德塞尔达尼亚
留德塞尔达尼亚（西班牙語：Ríu）是西班牙加泰罗尼亚莱里达省的一个市镇。 总面积13平方公里，总人口75人（2001年），人口密度6人/平方公里。